# Palline
Palline é um género de gastrópode  da família Charopidae.
Este género contém as seguintes espécies:
- Palline micramyla
- Palline notera